# Carne bollente
Carne bollente (noto internazionalmente come The Rise of the Roman Empress) è un film pornografico uscito nel 1987 diretto da Riccardo Schicchi.

## Trama
Denunciata per atti osceni a causa di un suo spettacolo sexy, a Cicciolina viene offerto di evitare il carcere prestando servizio sociale in qualità di sessuologa. Per lo stesso motivo la raggiunge dagli Stati Uniti il collega John Holmes: insieme i due si troveranno a fronteggiare diversi "casi" in coppia e singolarmente, che saranno unicamente il pretesto per nuove avventure sessuali. Scontata la pena, il film si conclude con un'orgia organizzata da Cicciolina per salutare Holmes in partenza per l'America, orgia a cui partecipano tutti i pazienti "curati" dall'improbabile coppia di sessuologi.

## Produzione

Ilona Staller e John Holmes

Tra le scene "cult" si segnala il primo incontro tra Holmes e Cicciolina in cui il pornostar statunitense, alla richiesta di mostrare un documento per provare la sua identità, estrae invece il suo celebre membro e Ilona solo a quel punto lo riconosce.

## Aneddoti
Film ambientato a Roma, ha la particolarità di essere il solo girato da Cicciolina con l'attore statunitense John Holmes, nella sua ultima interpretazione nel cinema pornografico (il lungometraggio fu girato in contemporanea con Supermaschio per mogli viziose, quindi è difficile stabilire quale tra i due fosse l'ultima pellicola in assoluto dell'attore statunitense).
All'epoca delle riprese l'attore americano era già da tempo malato di HIV, quindi anche Cicciolina potrebbe essere stata soggetta all'infezione. La cosa è stata ritenuta in seguito priva di fondamento in quanto venne rese noto che le condizioni di Holmes non erano adeguate per poter sopportare le riprese di un intero film: le scene quindi, venivano girate sfruttando i pochi secondi di contatto tra lui e l'attrice di turno, e in seguito montate da diverse angolazioni per far sì che non se ne potesse individuare la ripetitività.